# Fi Cassiopeiae

Fi Cassiopeiae.

Fi Cassiopeiae o Phi Cassiopeiae (φ Cas / 34 Cassiopeiae) es una estrella en la constelación de Casiopea de magnitud aparente +4,95. Visualmente se encuentra en un extremo del cúmulo abierto NGC 457, conocido en astronomía amateur como «cúmulo de ET», pero se piensa que se encuentra delante del mismo y que no es un miembro de él. La distancia a la que se encuentra Fi Cassiopeiae de la Tierra está sujeta a un alto grado de incertidumbre, pudiendo estar entre 2300 y 4500 años luz; en cualquier caso es una distancia inferior a los 7900 - 9000 años luz que nos separan de NGC 457, aunque dada la gran incertidumbre existente en dicha medida, podría estar incluso a la distancia de éste.

## Características
Las características físicas de Fi Cassiopeiae corresponden a una supergigante blanco-amarilla de tipo espectral F0Ia. Si se acepta la distancia de 4500 años luz a Fi Cassiopeiae, los parámetros de la estrella corresponden a una luminosidad de 70.000 soles, un radio de 0,75 UA y una masa 17 veces mayor que la masa solar; en el caso de que estuviera a la distancia de NGC 457, los valores serían una luminosidad de 215.000 soles, una masa de 25 masas solares, y una edad de 6 millones de años —inferior a la del cúmulo—. Una distancia de 4500 años luz, sin embargo, es la que es más consistente con las características físicas de varias estrellas acompañantes, Fi Cassiopeiae C —a 134 segundos de arco—, Fi Cassiopeiae D —a 179 segundos de arco— y Fi Cassiopeiae E —a 170 segundos de arco—. Aunque estas estrellas no parecen estar gravitacionalmente unidas a Fi Cassiopeiae, comparten un movimiento común a través del espacio porque probablemente tienen un mismo origen. Otra estrella denominada Fi Cassiopeiae B no está relacionada con ellas como se deduce por su distinto movimiento.